# Sockel 6
Der Sockel 6 war ein CPU-Sockel für den Intel i486 Prozessor. Er wurde von Intel am Ende des Produktlebenszyklus des Intel i486 als leicht modifizierte Version des weit verbreiteten Sockel 3 entwickelt. Durch die späte Entwicklung wurde er nur auf wenigen Mainboards eingesetzt, insbesondere weil er nur wenige Vorteile gegenüber dem alten Sockel 3 hat.
Durch das Auslaufen der i486-Baureihe von Intel hatte der Sockel 6 keinen direkten Nachfolger.